# Luquet
Pour les articles homonymes, voir Luquet (homonymie).
Luquet est une commune française située dans le nord-ouest du département des Hautes-Pyrénées, en région Occitanie. Sur le plan historique et culturel, la commune est dans la province du Béarn, qui fut également un État et qui présente une unité historique et culturelle à laquelle s’oppose une diversité frappante de paysages au relief tourmenté.
Exposée à un climat océanique altéré, elle est drainée par le Gabas, le Goua de Michou, le Cassagnet, le ruisseau de Trou, le ruisseau Hoursoumou.
Luquet est une commune rurale qui compte 422 habitants en 2022, après avoir connu une forte hausse de la population depuis 1975. Elle fait partie de l'aire d'attraction de Pau. Ses habitants sont appelés les Luquetois ou  Luquetoises.

## Géographie

### Localisation
La commune de Luquet se trouve dans le département des Hautes-Pyrénées, en région Occitanie.
Elle se situe à 16 km à vol d'oiseau de Tarbes, préfecture du département, et à 12 km d'Ossun, bureau centralisateur du canton d'Ossun dont dépend la commune depuis 2015 pour les élections départementales.
La commune fait en outre partie du bassin de vie de Pau.
Les communes les plus proches sont : 
Gardères (1,8 km), Aast (3,7 km), Lourenties (4,4 km), Eslourenties-Daban (4,4 km), Espoey (4,5 km), Livron (4,5 km), Limendous (5,2 km), Saubole (5,5 km).
Sur le plan historique et culturel, Luquet fait partie de la province du Béarn, qui fut également un État et qui présente une unité historique et culturelle à laquelle s’oppose une diversité frappante de paysages au relief tourmenté.

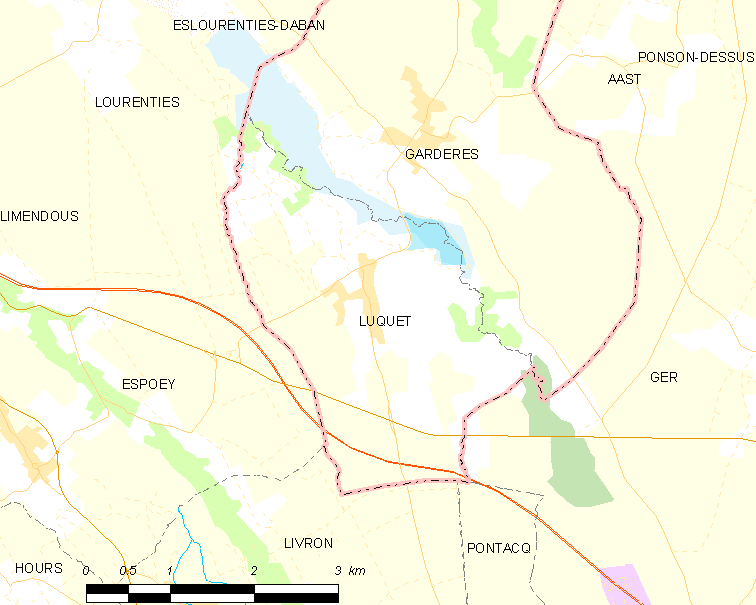
Carte de la commune de Luquet et des proches communes.

| Lourenties (Pyrénées-Atlantiques) |                                | Gardères                   |
| Espoey (Pyrénées-Atlantiques)     | Luquet                         |                            |
| Livron (Pyrénées-Atlantiques)     | Pontacq (Pyrénées-Atlantiques) | Ger (Pyrénées-Atlantiques) |

### Hydrographie
La commune est dans le bassin de l'Adour, au sein du bassin hydrographique Adour-Garonne. Elle est drainée par le Gabas, le Goua de Michou, le Cassagnet, le ruisseau de Trou et le ruisseau Hoursoumou, constituant un réseau hydrographique de 15 km de longueur totale,.
Le Gabas, d'une longueur totale de 116,7 km, prend sa source dans la commune d'Ossun et s'écoule vers le nord-est. Il traverse la commune et se jette dans l'Adour à Souprosse, après avoir traversé 43 communes.
Le Goua de Michou, d'une longueur totale de 11,4 km, prend sa source dans la commune de Pontacq et s'écoule vers le nord. Il se jette dans le Gabas sur le territoire communal, après avoir traversé 4 communes.

### Climat
Le climat est tempéré de type océanique, en raison de l'influence proche de l'océan Atlantique situé à peu près 150 km plus à l'ouest. La proximité des Pyrénées fait que la commune profite d'un effet de foehn, il peut aussi y neiger en hiver, même si cela reste inhabituel.
| Mois                              | jan.  | fév.  | mars  | avril | mai   | juin  | jui.  | août  | sep.  | oct.  | nov.  | déc.  | année   |
| --------------------------------- | ----- | ----- | ----- | ----- | ----- | ----- | ----- | ----- | ----- | ----- | ----- | ----- | ------- |
| Température minimale moyenne (°C) | 0,6   | 1,3   | 2,7   | 5,2   | 8,3   | 11,6  | 14,1  | 13,9  | 11,7  | 8     | 3,6   | 1,3   | 6,9     |
| Température moyenne (°C)          | 5,3   | 6,1   | 7,8   | 10    | 13,3  | 16,7  | 19,3  | 19    | 17,2  | 13,3  | 8,5   | 5,8   | 11,9    |
| Température maximale moyenne (°C) | 9,9   | 11    | 12,9  | 14,8  | 18,3  | 21,7  | 24,5  | 24    | 22,6  | 18,6  | 13,4  | 10,4  | 16,8    |
| Ensoleillement (h)                | 108,8 | 118,8 | 155,6 | 157,2 | 181,3 | 191,5 | 215,5 | 196,4 | 194,5 | 164,4 | 124,4 | 104,4 | 1 912,8 |
| Précipitations (mm)               | 112,8 | 97,5  | 100,2 | 105,7 | 113,6 | 80,7  | 57,3  | 70,3  | 71    | 85,2  | 93    | 112,1 | 1 099,4 |

### Milieux naturels et biodiversité
Aucun espace naturel présentant un intérêt patrimonial n'est recensé sur la commune dans l'inventaire national du patrimoine naturel,,.

## Urbanisme

### Typologie
Au 1er janvier 2024, Luquet est catégorisée commune rurale à habitat dispersé, selon la nouvelle grille communale de densité à sept niveaux définie par l'Insee en 2022.
Elle est située hors unité urbaine. Par ailleurs la commune fait partie de l'aire d'attraction de Pau, dont elle est une commune de la couronne,. Cette aire, qui regroupe 227 communes, est catégorisée dans les aires de 200 000 à moins de 700 000 habitants,.

### Occupation des sols
L'occupation des sols de la commune, telle qu'elle ressort de la base de données européenne d’occupation biophysique des sols Corine Land Cover (CLC), est marquée par l'importance des territoires agricoles (84,8 % en 2018), en diminution par rapport à 1990 (92 %). La répartition détaillée en 2018 est la suivante : 
terres arables (42 %), zones agricoles hétérogènes (34,4 %), prairies (8,5 %), zones urbanisées (5,7 %), forêts (4,8 %), eaux continentales (4,6 %).
L'IGN met par ailleurs à disposition un outil en ligne permettant de comparer l’évolution dans le temps de l’occupation des sols de la commune (ou de territoires à des échelles différentes). Plusieurs époques sont accessibles sous forme de cartes ou photos aériennes : la carte de Cassini (XVIIIe siècle), la carte d'état-major (1820-1866) et la période actuelle (1950 à aujourd'hui).

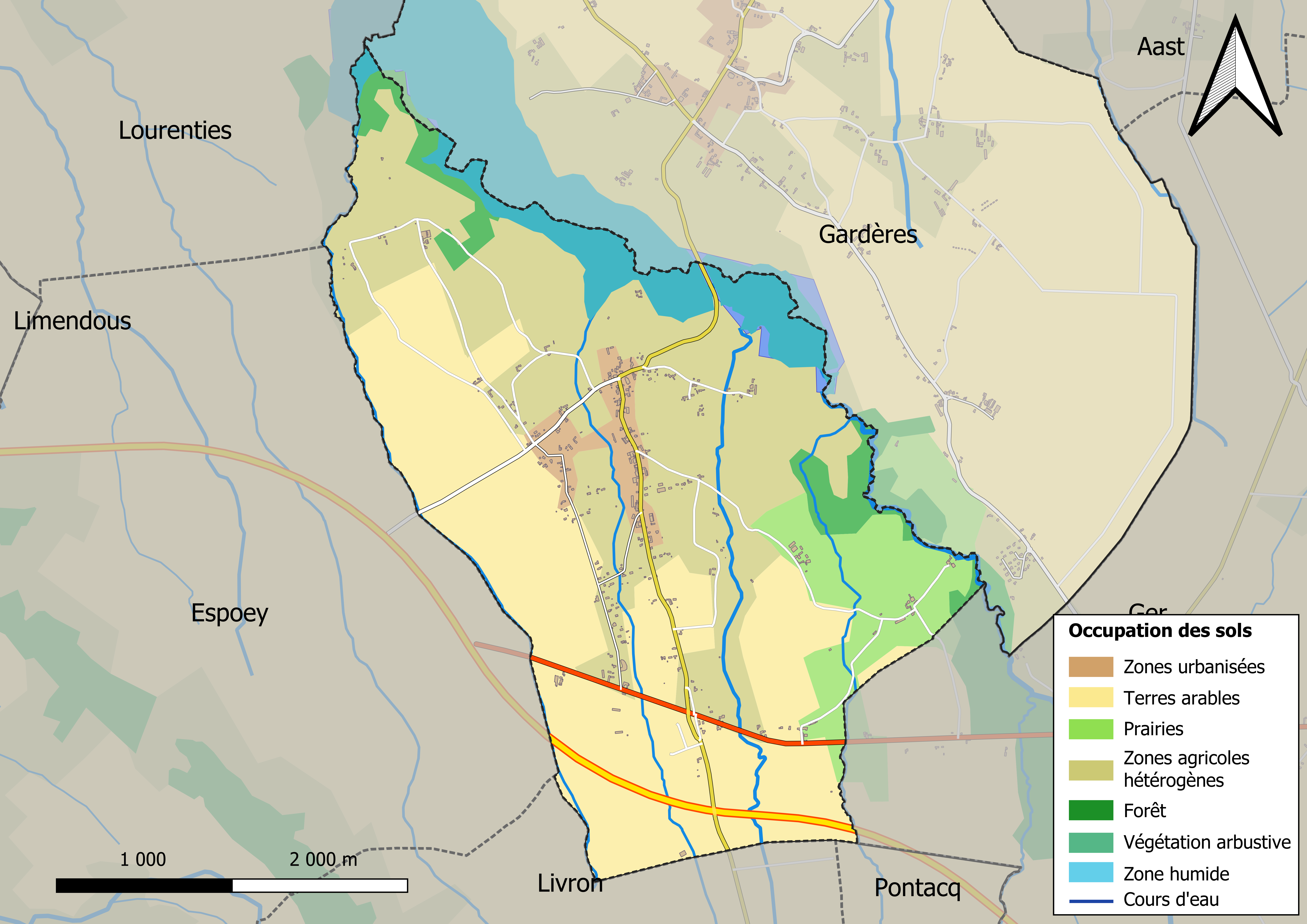
Carte des infrastructures et de l'occupation des sols en 2018 (CLC) de la commune.
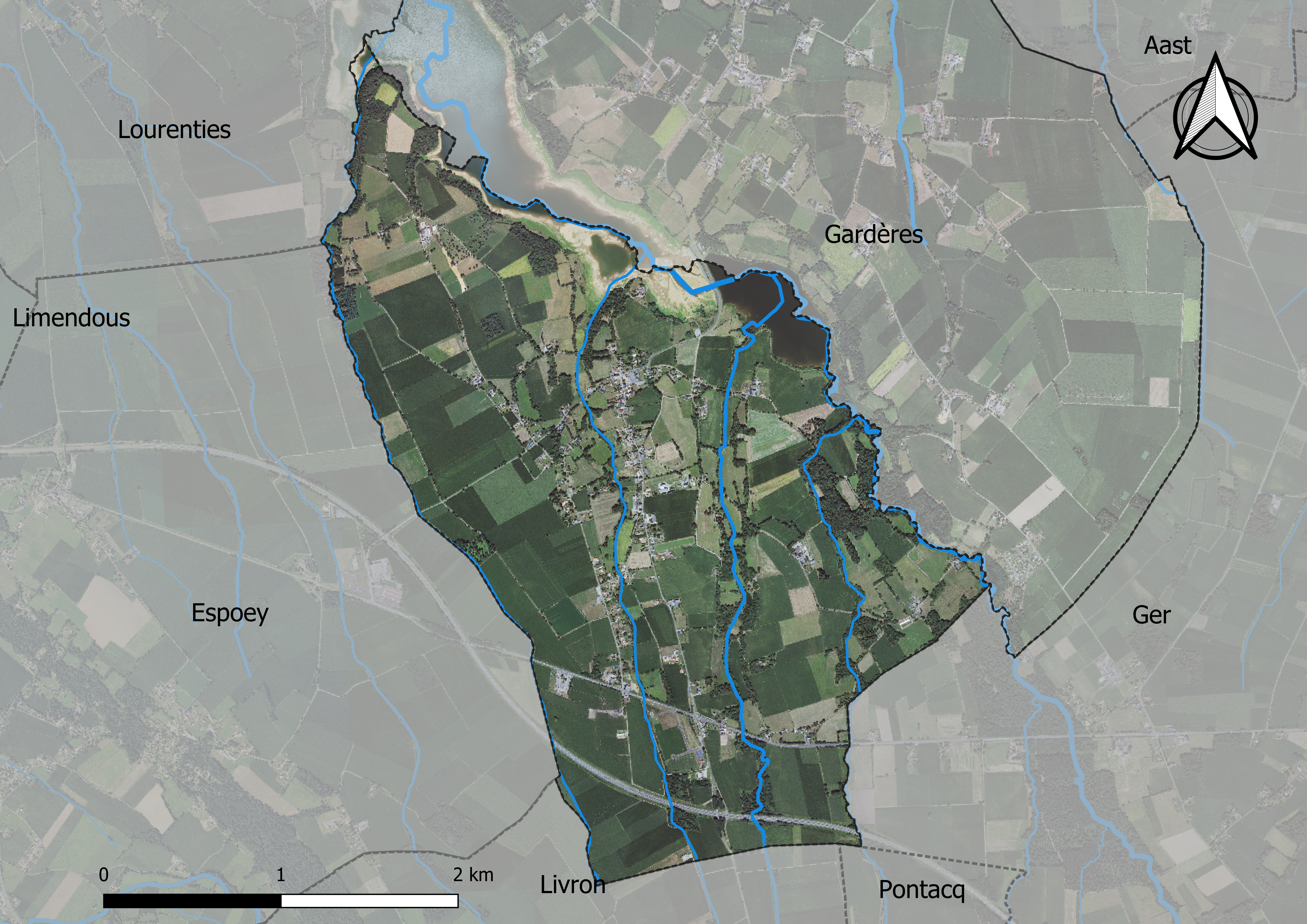
Carte orthophotogrammétrique de la commune.

### Logement
En 2012, le nombre total de logements dans la commune est de 169.

Parmi ces logements, 89.9   % sont des résidences principales, 5.3  % des résidences secondaires et 4.7   % des logements vacants.

### Voies de communication et transports
Cette commune est desservie par la route départementale D 817.

### Risques majeurs
Le territoire de la commune de Luquet est vulnérable à différents aléas naturels : météorologiques (tempête, orage, neige, grand froid, canicule ou sécheresse), mouvements de terrains et séisme (sismicité moyenne). Il est également exposé à un risque technologique,  le transport de matières dangereuses. Un site publié par le BRGM permet d'évaluer simplement et rapidement les risques d'un bien localisé soit par son adresse soit par le numéro de sa parcelle.

#### Risques naturels
Luquet est exposée au risque de feu de forêt. Un plan départemental de protection des forêts contre les incendies a été approuvé par arrêté préfectoral le 21 avril 2020 pour la période 2020-2029. Le précédent couvrait la période 2007-2017. L’emploi du feu est régi par deux types de réglementations. D’abord le code forestier et l’arrêté préfectoral du 27 octobre 2014, qui réglementent l’emploi du feu à moins de 200 m des espaces naturels combustibles sur l’ensemble du département. Ensuite celle établie dans le cadre de la lutte contre la pollution de l’air, qui interdit le brûlage des déchets verts des particuliers. L’écobuage est quant à lui réglementé dans le cadre de commissions locales d’écobuage (CLE)

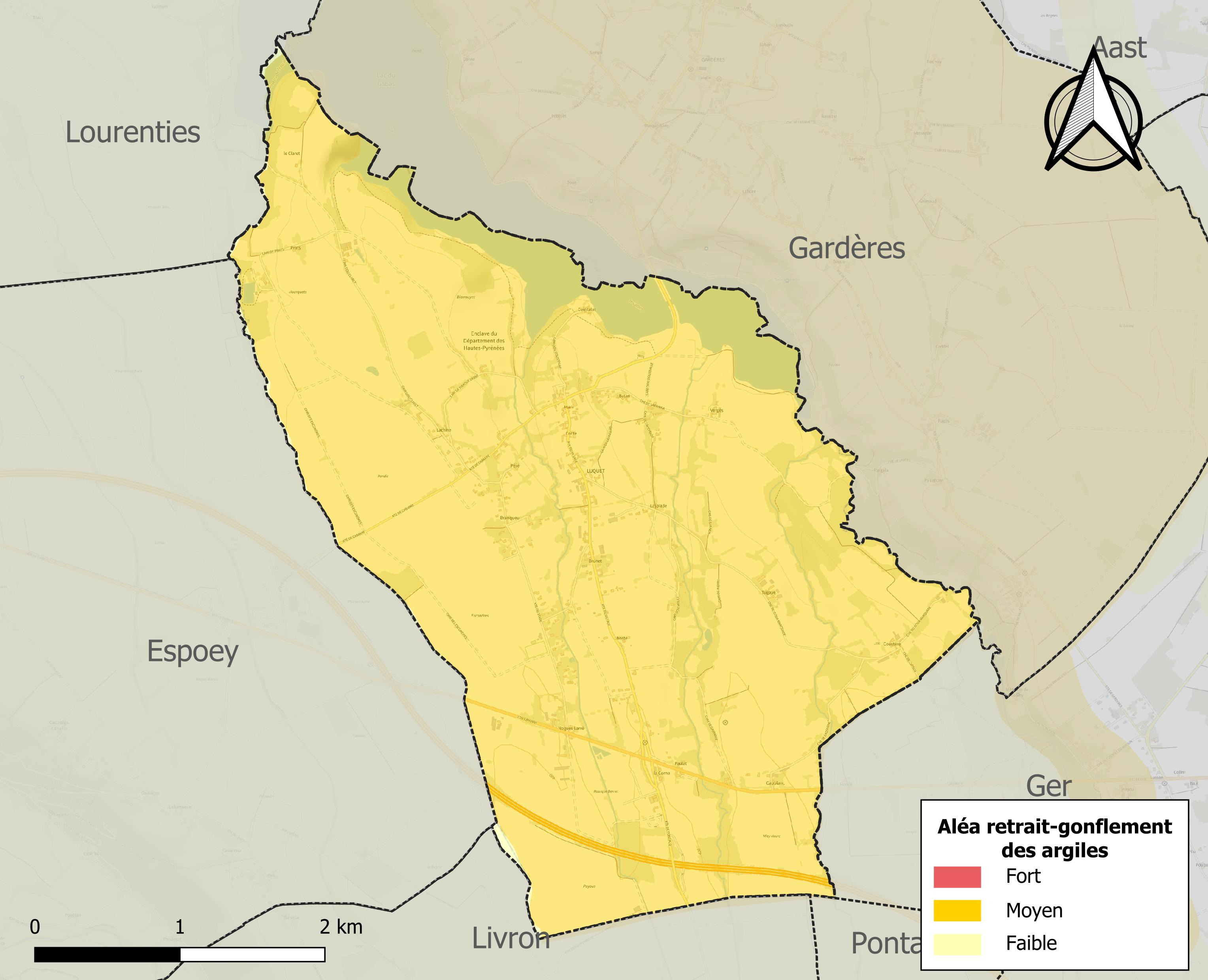
Carte des zones d'aléa retrait-gonflement des sols argileux de Luquet.

Les mouvements de terrains susceptibles de se produire sur la commune sont des tassements différentiels.
Le retrait-gonflement des sols argileux est susceptible d'engendrer des dommages importants aux bâtiments en cas d’alternance de périodes de sécheresse et de pluie. 99,6 % de la superficie communale est en aléa moyen ou fort (44,5 % au niveau départemental et 48,5 % au niveau national). Sur les 173 bâtiments dénombrés sur la commune en 2019, 173 sont en aléa moyen ou fort, soit 100 %, à comparer aux 75 % au niveau départemental et 54 % au niveau national. Une cartographie de l'exposition du territoire national au retrait gonflement des sols argileux est disponible sur le site du BRGM,.
Par ailleurs, afin de mieux appréhender le risque d’affaissement de terrain, l'inventaire national des cavités souterraines permet de localiser celles situées sur la commune.
La commune a été reconnue en état de catastrophe naturelle au titre des dommages causés par les inondations et coulées de boue survenues en 1982, 1999 et 2009. Concernant les mouvements de terrains, la commune a été reconnue en état de catastrophe naturelle au titre des dommages causés par des mouvements de terrain en 1999.

#### Risque technologique
Le risque de transport de matières dangereuses sur la commune est lié à sa traversée par une route à fort trafic. Un accident se produisant sur une telle infrastructure est susceptible d’avoir des effets graves sur les biens, les personnes ou l'environnement, selon la nature du matériau transporté. Des dispositions d’urbanisme peuvent être préconisées en conséquence.

## Toponymie

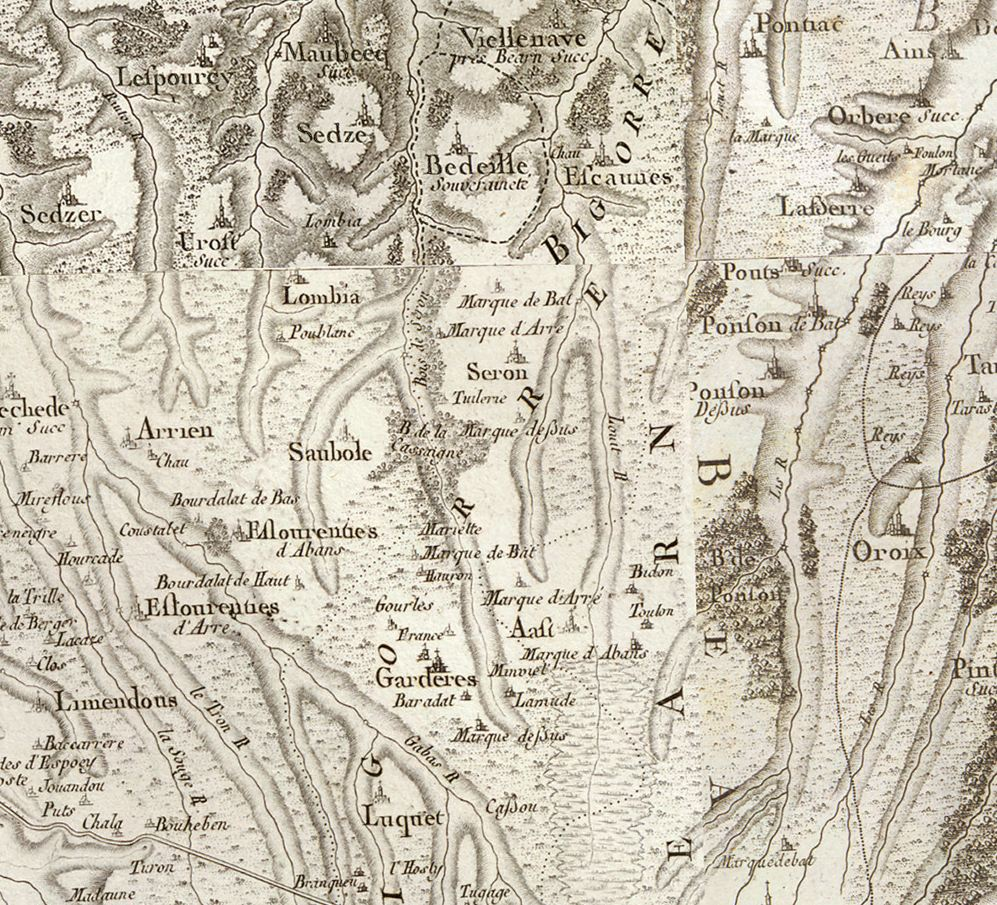
Extrait de la carte de Cassini (entre 1756 et 1789) situant Luquet dans les enclaves à l'ouest des Hautes-Pyrénées

On trouvera les principales informations dans le Dictionnaire toponymique des communes des Hautes Pyrénées de Michel Grosclaude et Jean-François Le Nail qui rapporte les dénominations historiques du village :
Dénominations historiques :
- De Luqueto, latin (1342, pouillé de Tarbes ; 1379, procuration Tarbes) ;
- Luquet, (1429, censier de Bigorre) ;
- Lucquet, (fin XVIIIe siècle, carte de Cassini).

Étymologie : du latin lucus (= bois, forêt) et diminutif ittum.

Nom occitan : Luquet.

## Histoire

### Cadastre napoléonien de Luquet
Le plan cadastral napoléonien de Luquet est consultable sur le site des archives départementales des Hautes-Pyrénées.

## Politique et administration

### Liste des maires

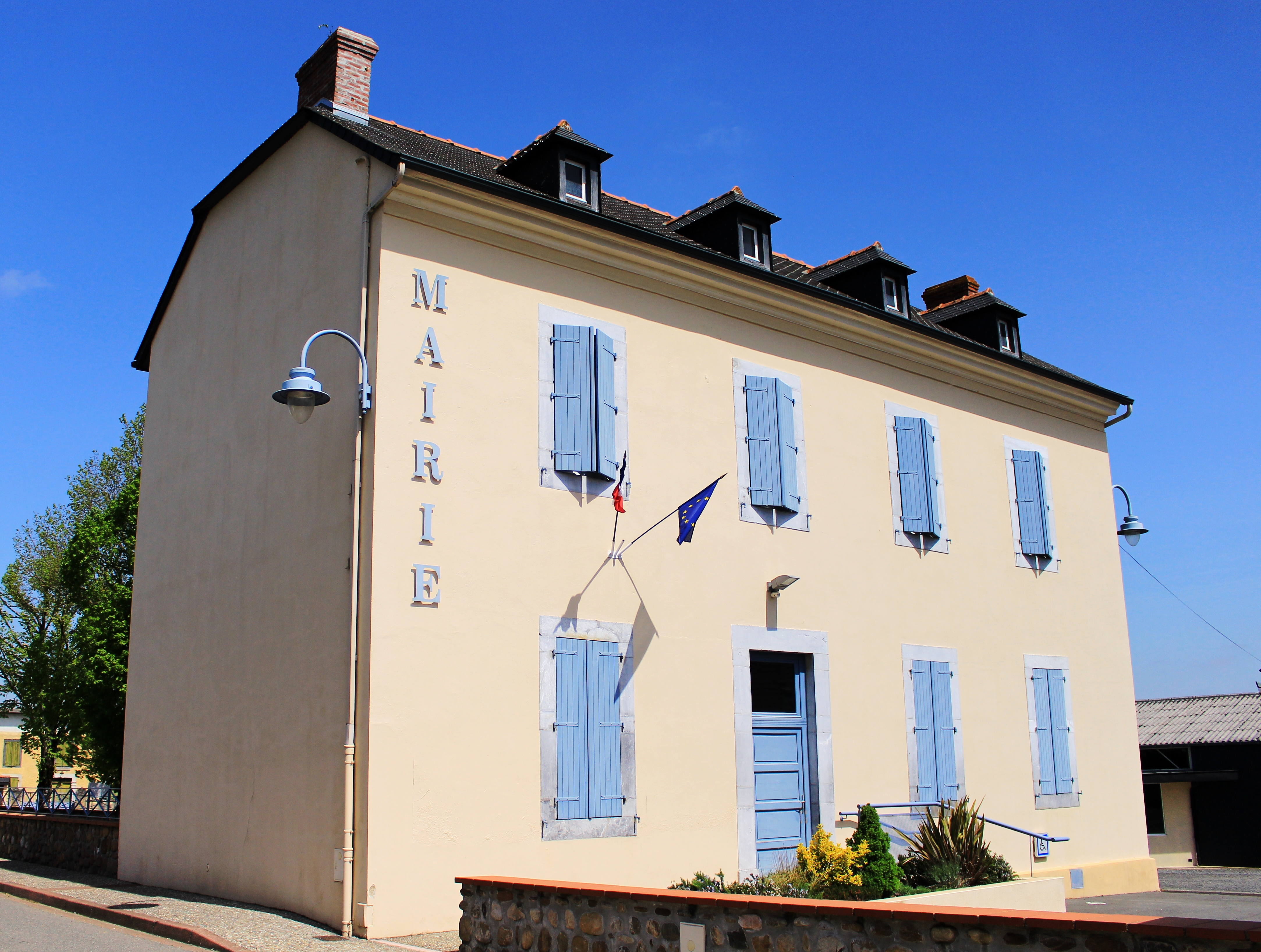
La mairie en 2018.

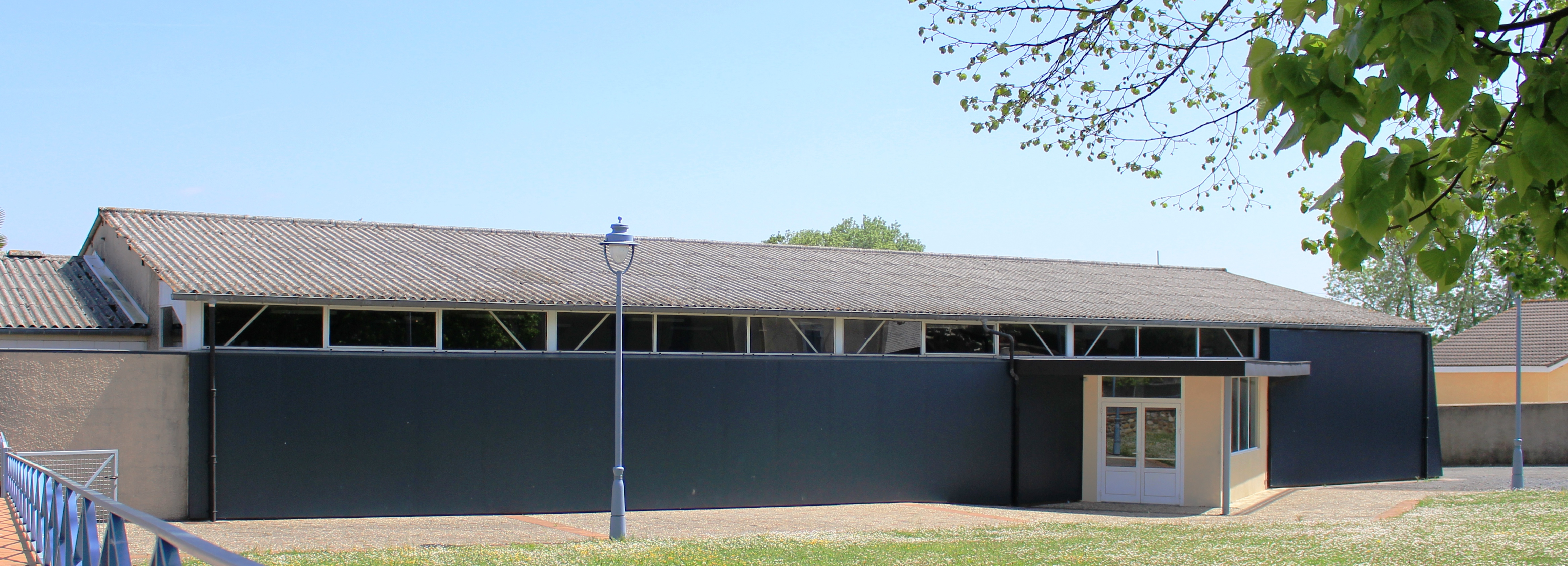
Le foyer rural en 2018.

| Période                                  | Période   | Identité             | Étiquette | Qualité              |
| ---------------------------------------- | --------- | -------------------- | --------- | -------------------- |
| Les données manquantes sont à compléter. |           |                      |           |                      |
|                                          |           |                      |           |                      |
| mars 2001                                | mars 2008 | Hubert Mongoy        |           |                      |
| mars 2008                                | mars 2014 | Gilles Nogues        |           |                      |
| mars 2014                                | mars 2020 | Jean-Pierre Balestat |           |                      |
| mars 2020                                | En cours  | Philippe Mascle      | DVG       | Gestionnaire énergie |

### Historique administratif
Pays et sénéchaussée de Bigorre, quarteron de Tarbes, baronnie de Gardères, canton d'Ossun puis  d'Ibos (depuis 1790) et d'Ossun (depuis 1801).

### Intercommunalité
Luquet appartient à la Communauté d'agglomération Tarbes-Lourdes-Pyrénées créée en janvier 2017 et qui réunit 86 communes.

## Population et société

### Démographie

#### Évolution démographique
| 1793 | 1800 | 1806 | 1821 | 1831 | 1836 | 1841 | 1846 | 1851 |
| ---- | ---- | ---- | ---- | ---- | ---- | ---- | ---- | ---- |
| 370  | 327  | 355  | 430  | 473  | 467  | 481  | 464  | 464  |

| 1856 | 1861 | 1866 | 1876 | 1881 | 1886 | 1891 | 1896 | 1901 |
| ---- | ---- | ---- | ---- | ---- | ---- | ---- | ---- | ---- |
| 471  | 471  | 475  | 418  | 410  | 404  | 405  | 402  | 409  |

| 1906 | 1911 | 1921 | 1926 | 1931 | 1936 | 1946 | 1954 | 1962 |
| ---- | ---- | ---- | ---- | ---- | ---- | ---- | ---- | ---- |
| 407  | 393  | 364  | 288  | 264  | 239  | 227  | 217  | 205  |

| 1968 | 1975 | 1982 | 1990 | 1999 | 2006 | 2007 | 2012 | 2017 |
| ---- | ---- | ---- | ---- | ---- | ---- | ---- | ---- | ---- |
| 220  | 201  | 278  | 296  | 305  | 333  | 337  | 395  | 397  |

| 2022 | - | - | - | - | - | - | - | - |
| ---- | - | - | - | - | - | - | - | - |
| 422  | - | - | - | - | - | - | - | - |

### Enseignement

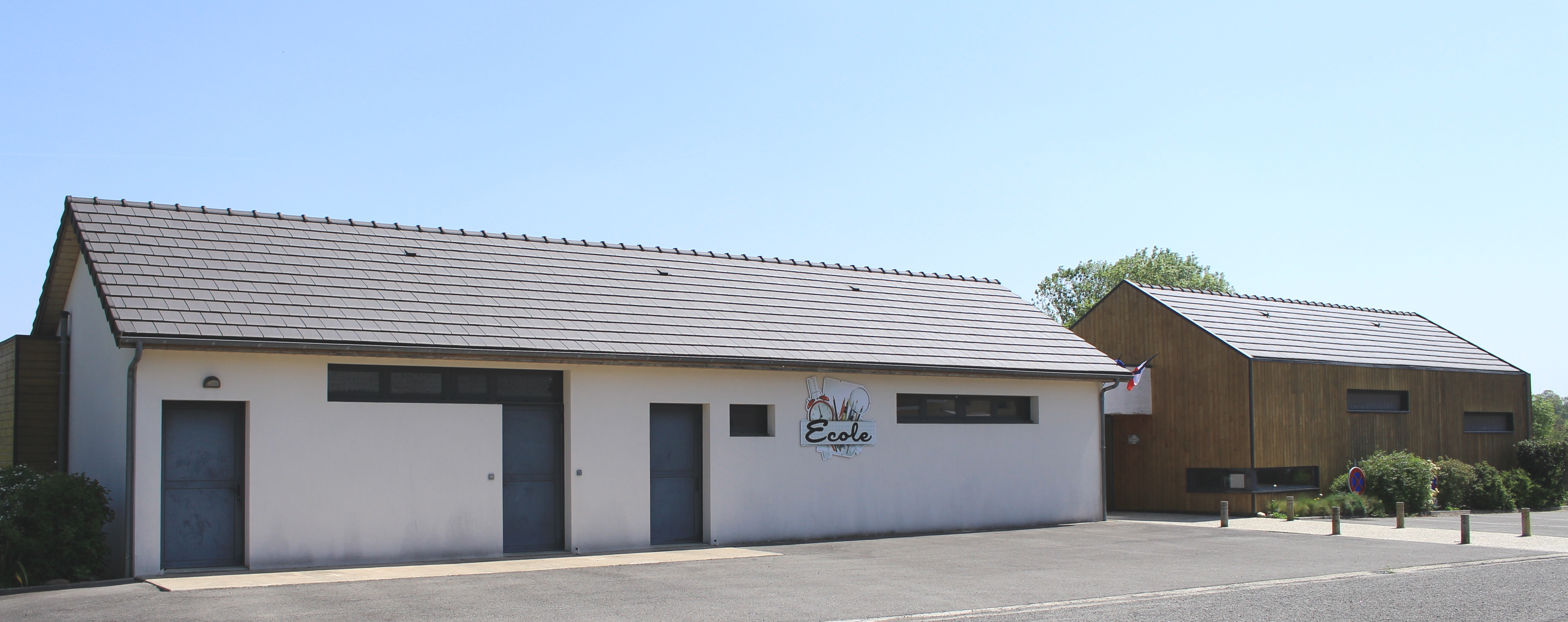
L'école élémentaire en 2018.

La commune dépend de l'académie de Toulouse. Elle dispose d’une école en 2017.
- École élémentaire.

### Sports

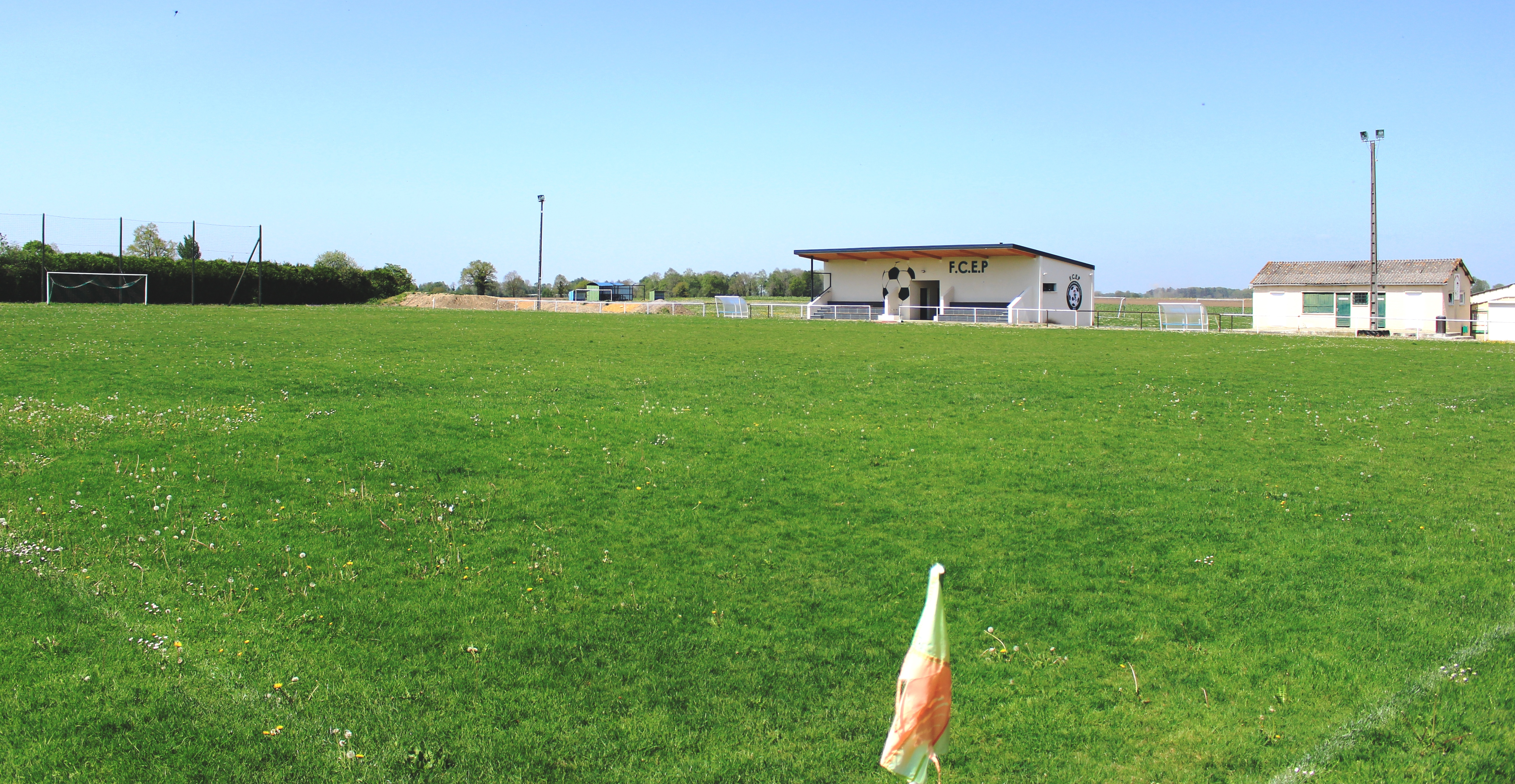
Le stade de football en 2018.

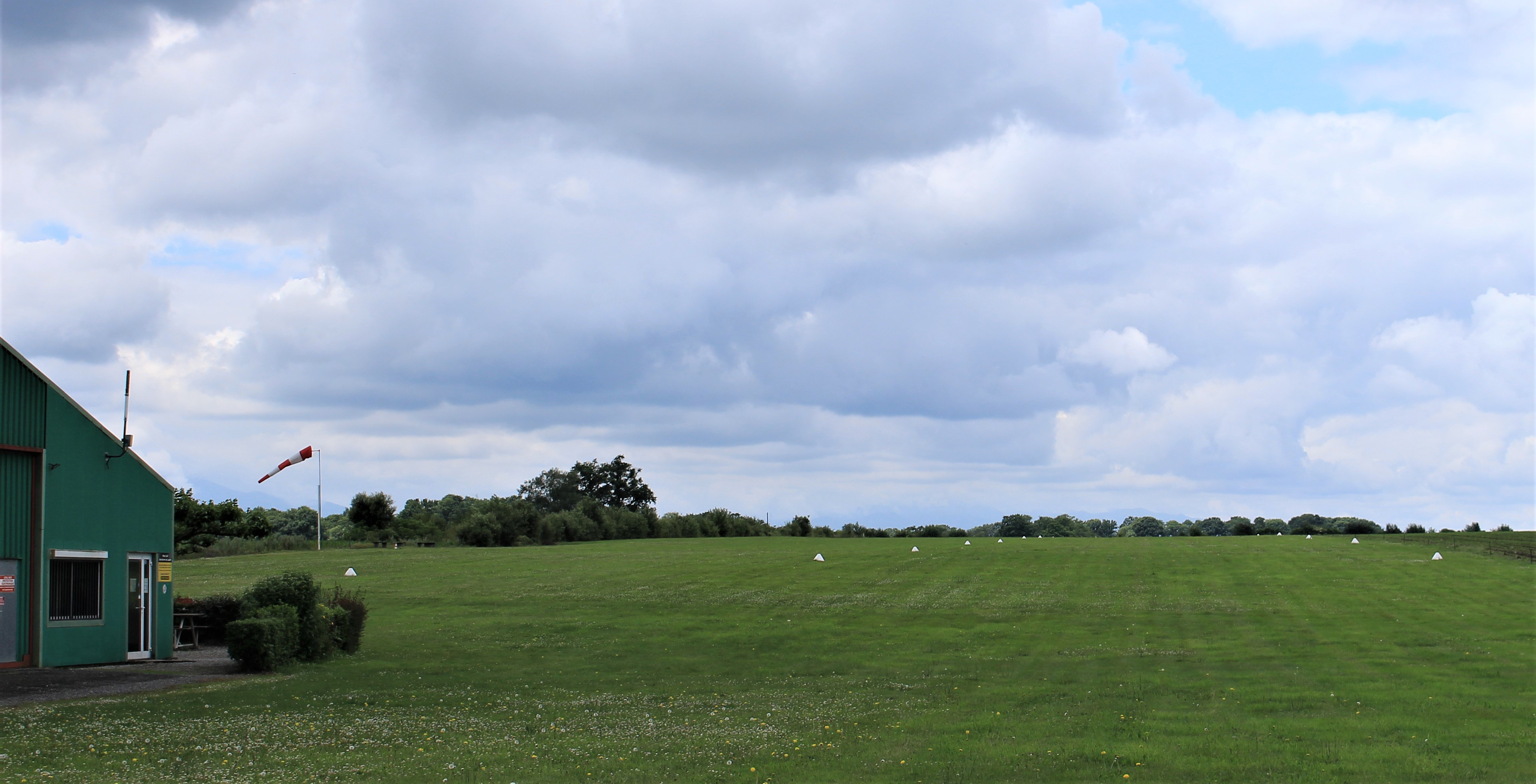
L'aérodrome.

- Luquet possède un club de football : le Football Club Enclaves Plateau.

## Économie

### Revenus
En 2018, la commune compte 148 ménages fiscaux, regroupant 382 personnes. La médiane du revenu disponible par unité de consommation est de 21 740 € (20 420 € dans le département).

### Emploi
|                | 2008  | 2013  | 2018  |
| -------------- | ----- | ----- | ----- |
| Commune        | 5,4 % | 3,6 % | 7,8 % |
| Département    | 7,7 % | 9,4 % | 9,8 % |
| France entière | 8,3 % | 10 %  | 10 %  |

En 2018, la population âgée de 15 à 64 ans s'élève à 243 personnes, parmi lesquelles on compte 76 % d'actifs (68,2 % ayant un emploi et 7,8 % de chômeurs) et 24 % d'inactifs,. Depuis 2008, le taux de chômage communal (au sens du recensement) des 15-64 ans est inférieur à celui de la France et du département.
La commune fait partie de la couronne de l'aire d'attraction de Pau, du fait qu'au moins 15 % des actifs travaillent dans le pôle,. Elle compte 54 emplois en 2018, contre 59 en 2013 et 49 en 2008. Le nombre d'actifs ayant un emploi résidant dans la commune est de 167, soit un indicateur de concentration d'emploi de 32,2 % et un taux d'activité parmi les 15 ans ou plus de 58,9 %.
Sur ces 167 actifs de 15 ans ou plus ayant un emploi, 25 travaillent dans la commune, soit 15 % des habitants. Pour se rendre au travail, 91 % des habitants utilisent un véhicule personnel ou de fonction à quatre roues, 1,2 % les transports en commun, 3 % s'y rendent en deux-roues, à vélo ou à pied et 4,8 % n'ont pas besoin de transport (travail au domicile).

## Culture locale et patrimoine

### Lieux et monuments

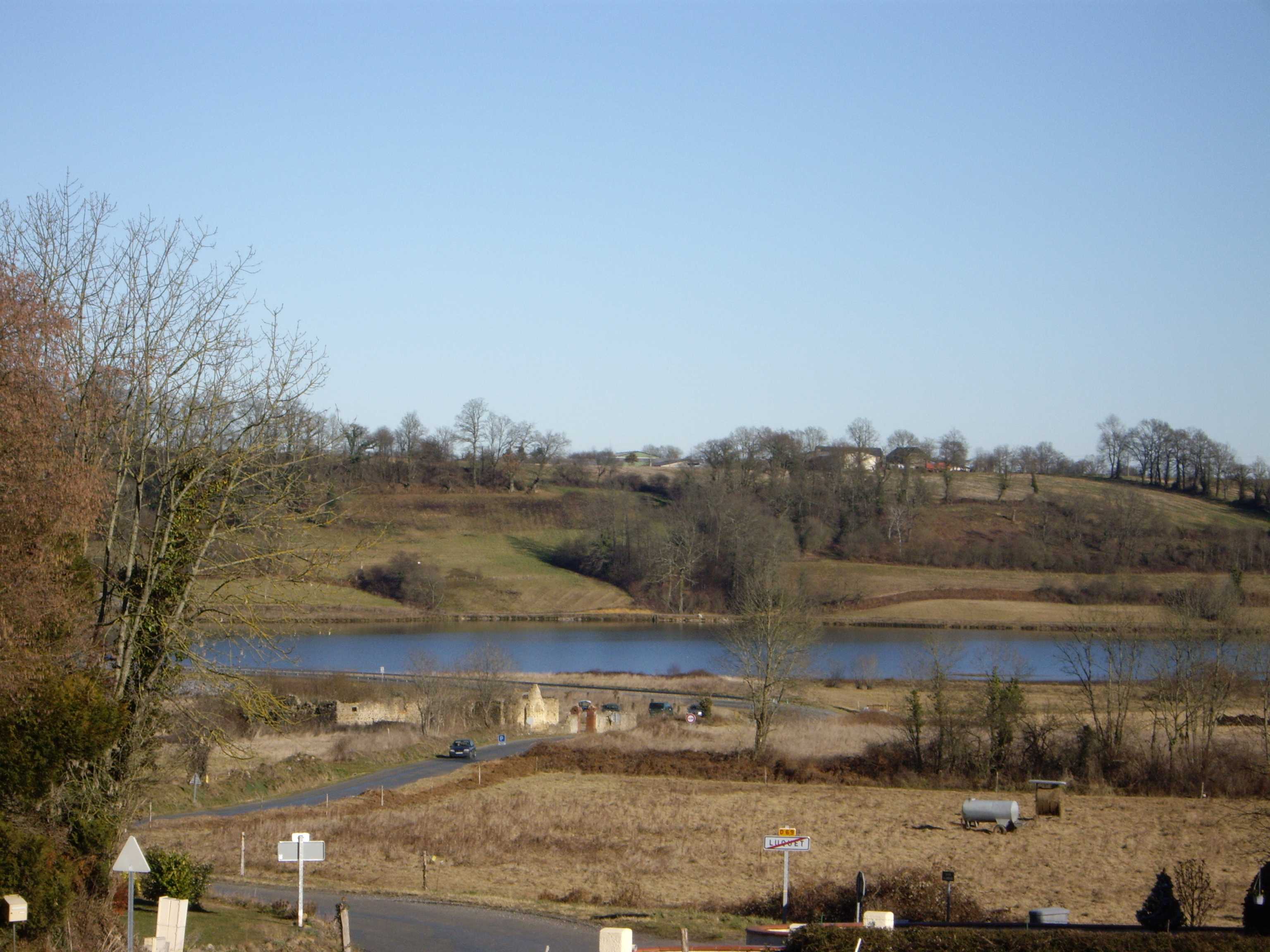
Vue sur le lac de Gabas depuis Luquet.

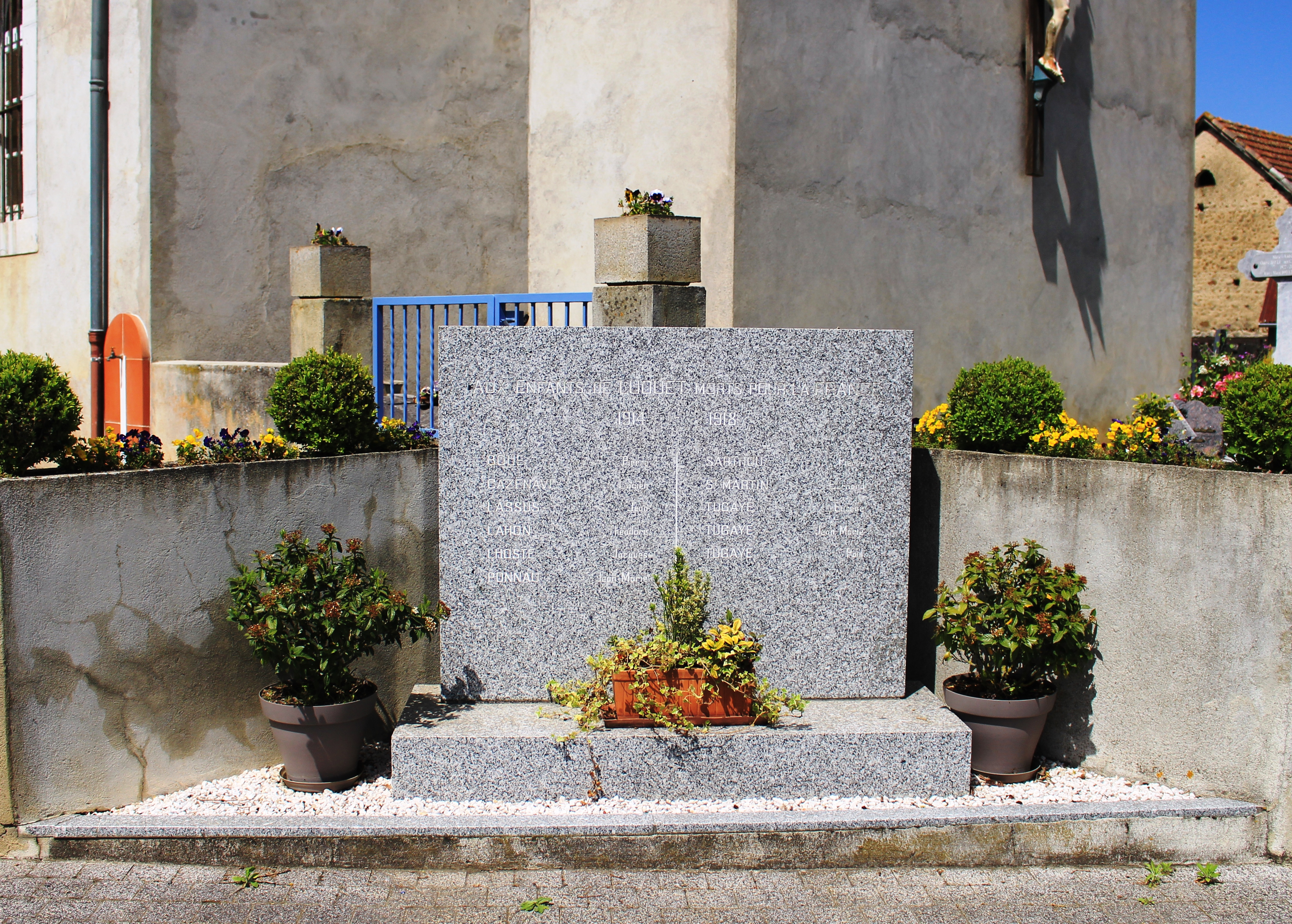
Le monument aux morts municipal.

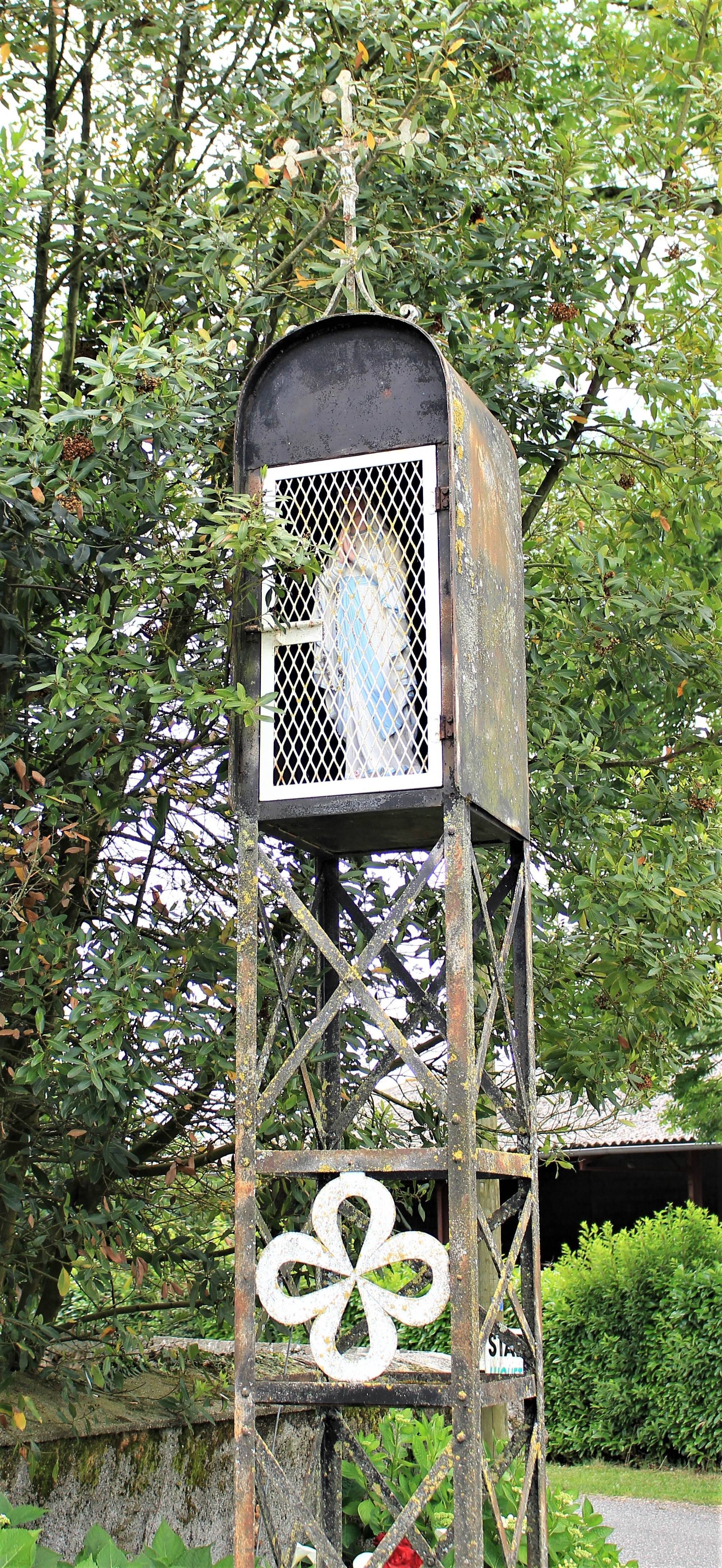
Un oratoire.

- Église Saint-Laurent de Luquet.

Sélection de vues de l'église Saint-Laurent en 2018.
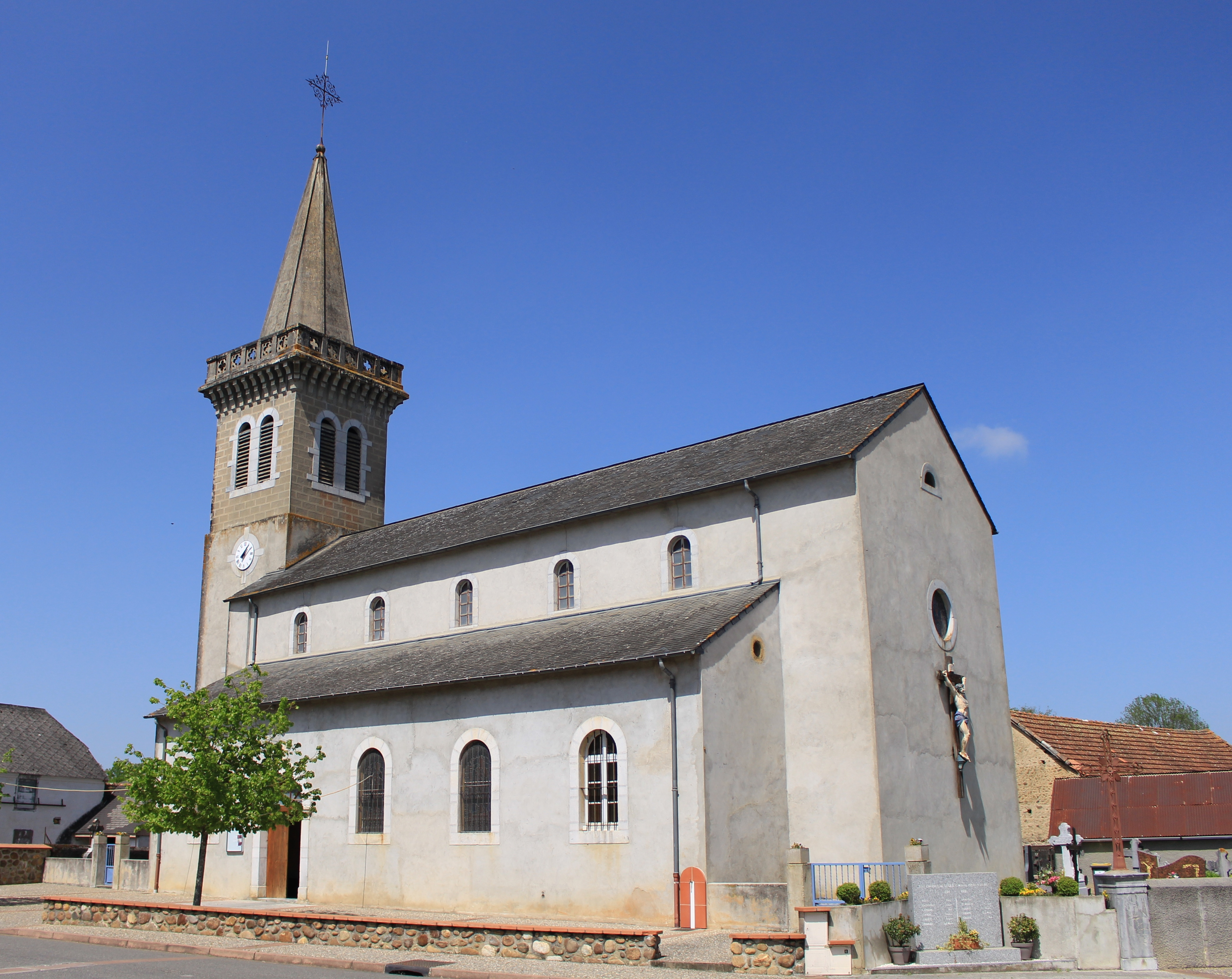
L'église.
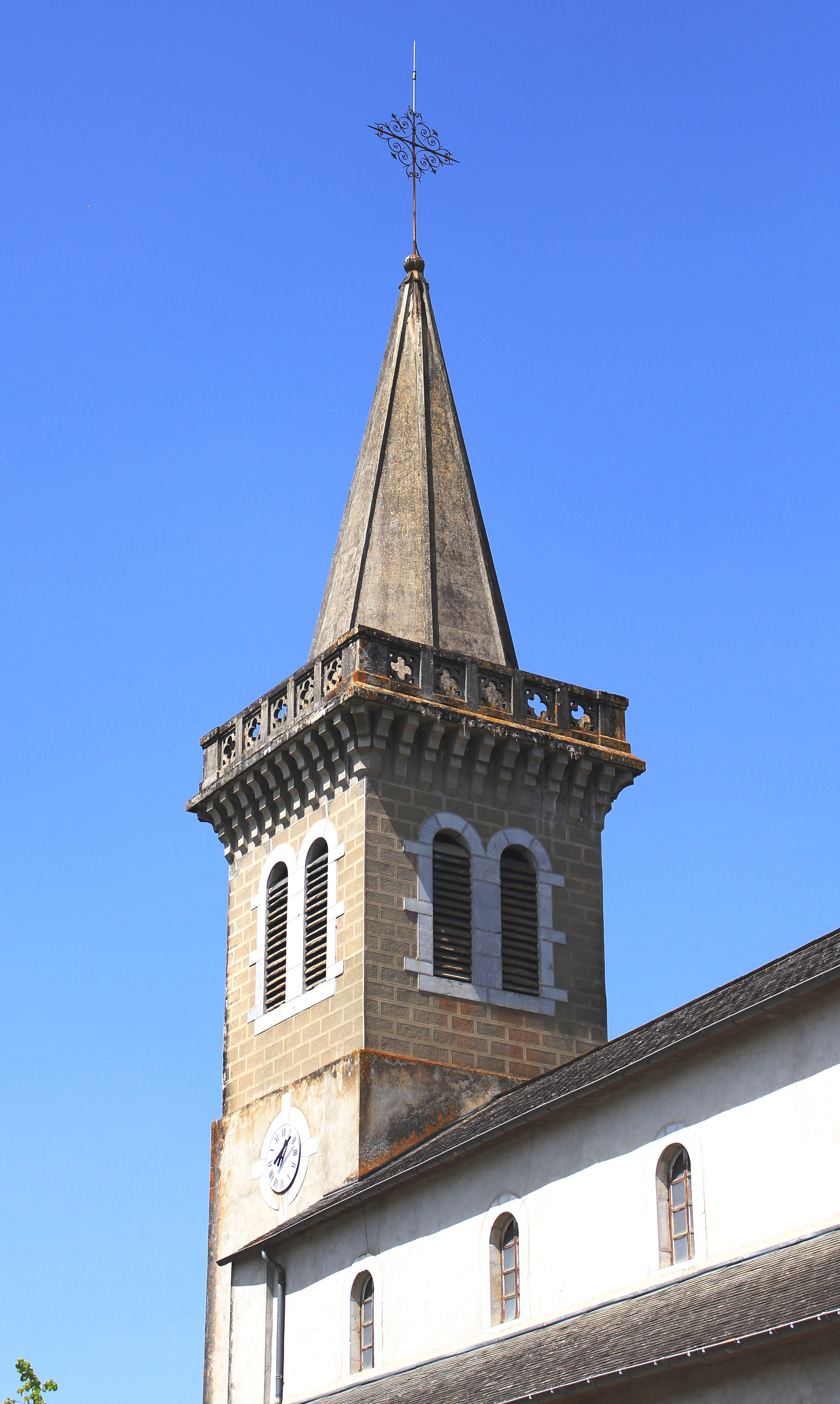
Le clocher.
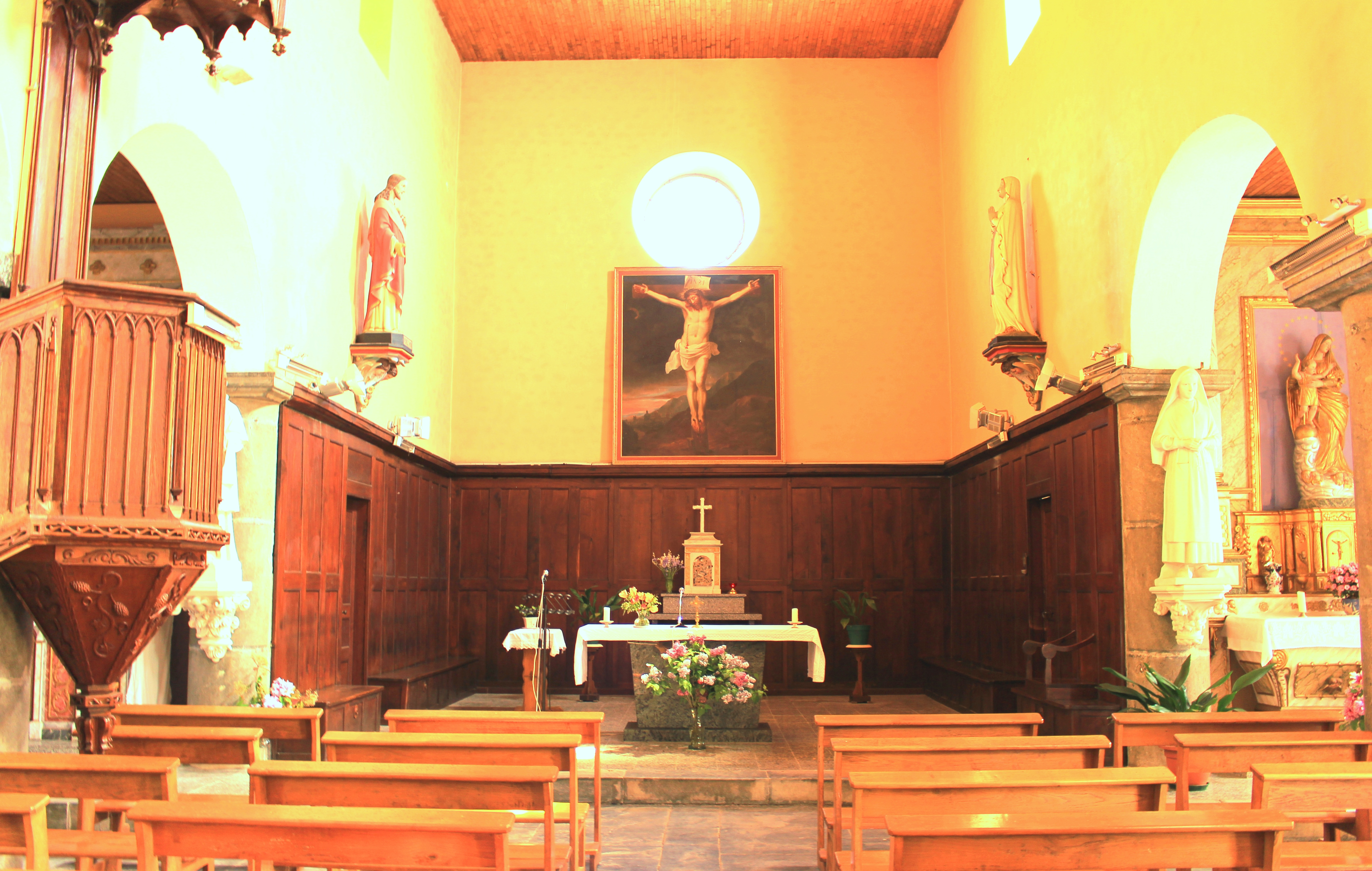
Le chœur.

- Lac du Gabas :
Le lac du Gabas est une retenue collinaire pouvant contenir jusqu'à 20 millions de mètres cubes d'eau, réalisé pour l'étiage du Gabas et l'irrigation des cultures de maïs.
Il se trouve en partie sur la commune ainsi que sur quatre autres communes des alentours. Le tour du lac s'effectue sur un sentier d'approximativement 10 km sans difficulté, avec deux aires de repos aménagées.

Des panneaux précisent les parcours de près de 30 sentiers de randonnée.
- Aérodrome de Luquet :
Un aérodrome privé où se pratique aussi bien l'avion que l’ULM trois axes, le pendulaire, l’autogire et le paramoteur se trouve sur la commune. Sa piste longue de 495 mètres accusant une pente de 6 % par endroits, ainsi que son approche obstruée et la proximité des cultures en font un terrain d'aviation pittoresque. Il sert à la pratique du vol en montagne dans les Pyrénées tout proches.

### Héraldique et devise
| Blason | Blasonnement : D'or aux deux arbres de sinople sur une terrasse du même encadrant une vache de gueules, clarinée d'azur. Commentaires : Blason officiel (vérifié auprès de la mairie). |